# Olavus Thoreri Grotte
Olavus Thoreri Grotte, född 21 mars 1618 i Vårdsbergs församling, Östergötland, död 17 januari 1684 i Konungsunds församling, Östergötlands län, var en svensk präst.

## Biografi
Olavus Grotte föddes 21 mars 1618 på Rogestad i Vårdsbergs församling. Han studerade vid gymnasiet och prästvigdes 4 juli 1645 till huspredikant hos kammarherren Johan Sparre. Grotte blev 1646 komminister i Vårdsbergs församling och 1655 kyrkoherde i Konungsunds församling. Han avled 1684 i Konungsunds församling och begravdes 21 mars.
Grotte var handsekreterare hos biskop Jonas Petri Gothus vid Riksdagen 1644 i Stockholm.

### Familj
Grotte gifte sig 1651 med Ingel Slakovius (1633–1654). Hon var dotter till kyrkoherden Johannes Andreæ Slakovius och Elin i Vårdsbergs församling. De fick tillsammans barnen konstapeln Thore Grotte (död 1688) och en dotter.
Grotte gifte sig andra gången 1655 med Brita Jönsdotter (död 1665). Hon var änka efter kyrkoherden Ericus Uhrenius i Konungsunds församling. Grotte och Jönsdotter fick tillsammans barnen Anders Grotte (1658–1658), Maria Grotte (1659–1708) som var gift med kyrkoherden Jonas Winnerstedt i Konungsunds församling, Jöns Grotte (död 1660) och son (1660–1660), Ingel Grotte (1664–1666).
Grote gifte sig tredje gången 1666 med Eliana Anthoniidotter Coppen (död 1669) från Dagsbergs församling och fjärde gången 1670 med Margareta Uhr (död 1678). Uhr var dotter till kyrkoherden i Mogata församling.